# Wahlkreis Tarent (Camera dei deputati)
Der Wahlkreis Tarent ist seit 2017 ein Wahlkreis (italienisch collegio elettorale) für die Wahl der Abgeordnetenkammer.

## Von 2017 bis 2020

### Wahlkreisgebiet
Der Wahlkreis umfasste 6 Gemeinden der Provinz Tarent (Faggiano, Leporano, Lizzano, Pulsano, Statte und Tarent).

### Wahlergebnisse

#### Parlamentswahl 2018
| Kandidaten               | Kandidaten                | Stimmen | %    | Listen                              | Stimmen | %    |
| ------------------------ | ------------------------- | ------- | ---- | ----------------------------------- | ------- | ---- |
|                          | Rosalba De Giorgigewählt  | 60.673  | 47,7 | Movimento 5 Stelle                  | 60.673  | 47,7 |
|                          | Stefania Fornato          | 37.863  | 29,8 | Forza Italia                        | 24.675  | 19,4 |
| Lega per Salvini Premier | Stefania Fornato          | 37.863  | 29,8 | 7.251                               | 5,7     |      |
| Fratelli d’Italia        | Stefania Fornato          | 37.863  | 29,8 | 4.628                               | 3,6     |      |
| Noi con l’Italia – UDC   | Stefania Fornato          | 37.863  | 29,8 | 1.309                               | 1,0     |      |
|                          | Lucio Lonoce              | 20.315  | 16,0 | Partito Democratico                 | 17.255  | 13,6 |
| +Europa                  | Lucio Lonoce              | 20.315  | 16,0 | 1.974                               | 1,6     |      |
| Italia Europa Insieme    | Lucio Lonoce              | 20.315  | 16,0 | 659                                 | 0,5     |      |
| Civica Popolare          | Lucio Lonoce              | 20.315  | 16,0 | 427                                 | 0,3     |      |
|                          | Palma Varsavia            | 3.381   | 2,7  | Liberi e Uguali                     | 3.381   | 2,7  |
|                          | Antonella Cito            | 1.473   | 1,2  | Italia agli Italiani (FN – FT)      | 1.473   | 1,2  |
|                          | Giovanni Lippolis         | 1.263   | 1,0  | Potere al Popolo!                   | 1.263   | 1,0  |
|                          | Giuseppe Varlaro          | 748     | 0,6  | CasaPound Italia                    | 748     | 0,6  |
|                          | Alessandro Gentile        | 529     | 0,4  | Il Popolo della Famiglia            | 529     | 0,4  |
|                          | Raffaella Sabra Palmisano | 473     | 0,4  | Partito Comunista                   | 473     | 0,4  |
|                          | Teresa Marseglia          | 220     | 0,2  | Partito Valore Umano                | 220     | 0,2  |
|                          | Cosimo Sammarco           | 180     | 0,1  | 10 Volte Meglio                     | 180     | 0,1  |
|                          | Clara Santina Dimitri     | 66      | 0,1  | Partito Repubblicano Italiano – ALA | 66      | 0,1  |
| Gesamt                   | Gesamt                    | 127.184 | 100  |                                     | 127.184 | 100  |
|                          |                           |         |      |                                     |         |      |
| Ungültige Stimmen        | Ungültige Stimmen         | 3.595   | 2,7  |                                     |         |      |
| Wähler                   | Wähler                    | 130.779 | 65,3 |                                     |         |      |
| Wahlberechtigte          | Wahlberechtigte           | 200.344 |      |                                     |         |      |
|                          |                           |         |      |                                     |         |      |
| Quelle: Innenministerium |                           |         |      |                                     |         |      |

## Seit 2020

### Wahlkreisgebiet
| Wahlkreise – Camera dei deputati – Apulien | Wahlkreise – Camera dei deputati – Apulien   | Wahlkreise – Camera dei deputati – Apulien                         |
| Provinz                                    | Provinz                                      | Gemeinden nach Provinzen ⮞ Wahlkreis                               |
| ------------------------------------------ | -------------------------------------------- | ------------------------------------------------------------------ |
|                                            | Metropolitanstadt Bari (41 Gemeinden)        | 9 ⮞ Wahlkreis Bari 17 ⮞ Wahlkreis Molfetta 15 ⮞ Wahlkreis Altamura |
|                                            | Provinz Barletta-Andria-Trani (10 Gemeinden) | 7 ⮞ Wahlkreis Andria 3 ⮞ Wahlkreis Cerignola                       |
|                                            | Provinz Brindisi (20 Gemeinden)              | alle ⮞ Wahlkreis Brindisi                                          |
|                                            | Provinz Foggia (61 Gemeinden)                | 39 ⮞ Wahlkreis Foggia 22 ⮞ Wahlkreis Cerignola                     |
|                                            | Provinz Lecce (96 Gemeinden)                 | 30 ⮞ Wahlkreis Lecce 66 ⮞ Wahlkreis Galatina                       |
|                                            | Provinz Tarent (29 Gemeinden)                | 22 ⮞ Wahlkreis Tarent 7 ⮞ Wahlkreis Altamura                       |

Der Wahlkreis umfasst 22 Gemeinden der Provinz Tarent (Avetrana, Carosino, Crispiano, Faggiano, Fragagnano, Grottaglie, Leporano, Lizzano, Manduria, Maruggio, Massafra, Monteiasi, Montemesola, Monteparano, Pulsano, Roccaforzata, San Giorgio Ionico, San Marzano di San Giuseppe, Sava, Statte, Tarent und Torricella).

### Wahlergebnisse

#### Parlamentswahl 2022
| Kandidaten                          | Kandidaten           | Stimmen | %    | Listen                                                  | Stimmen | %    |
| ----------------------------------- | -------------------- | ------- | ---- | ------------------------------------------------------- | ------- | ---- |
|                                     | Dario Iaiagewählt    | 75.151  | 40,6 | Fratelli d’Italia                                       | 46.720  | 25,3 |
| Forza Italia                        | Dario Iaiagewählt    | 75.151  | 40,6 | 16.824                                                  | 9,1     |      |
| Lega per Salvini Premier            | Dario Iaiagewählt    | 75.151  | 40,6 | 7.302                                                   | 3,9     |      |
| Noi Moderati                        | Dario Iaiagewählt    | 75.151  | 40,6 | 4.305                                                   | 2,3     |      |
|                                     | Annagrazia Angolano  | 53.698  | 29,0 | Movimento 5 Stelle                                      | 53.698  | 29,0 |
|                                     | Giampiero Mancarelli | 38.851  | 21,0 | Partito Democratico – Italia Democratica e Progressista | 29.279  | 15,8 |
| Alleanza Verdi e Sinistra           | Giampiero Mancarelli | 38.851  | 21,0 | 5.546                                                   | 3,0     |      |
| +Europa                             | Giampiero Mancarelli | 38.851  | 21,0 | 2.675                                                   | 1,4     |      |
| Impegno Civico – Centro Democratico | Giampiero Mancarelli | 38.851  | 21,0 | 1.351                                                   | 0,7     |      |
|                                     | Angelo Di Lena       | 8.448   | 4,6  | Azione – Italia Viva                                    | 8.448   | 4,6  |
|                                     | Cosimo Breccia       | 4.492   | 2,4  | Italexit per l’Italia                                   | 4.492   | 2,4  |
|                                     | Matteo Spadaro       | 2.468   | 1,3  | Unione Popolare                                         | 2.468   | 1,3  |
|                                     | Antonietta Tagliente | 1.883   | 1,0  | Italia Sovrana e Popolare                               | 1.883   | 1,0  |
| Gesamt                              | Gesamt               | 184.991 | 100  |                                                         | 184.991 | 100  |
|                                     |                      |         |      |                                                         |         |      |
| Ungültige Stimmen                   | Ungültige Stimmen    | 8.423   | 4,4  |                                                         |         |      |
| Wähler                              | Wähler               | 193.414 | 55,7 |                                                         |         |      |
| Wahlberechtigte                     | Wahlberechtigte      | 347.464 |      |                                                         |         |      |
|                                     |                      |         |      |                                                         |         |      |
| Quelle: Innenministerium            |                      |         |      |                                                         |         |      |